# Drapeau du Wisconsin
Le drapeau du Wisconsin (en anglais : Flag of Wisconsin) est le drapeau officiel de l'État américain du Wisconsin. Il se compose du sceau du Wisconsin sur fond bleu.
Officiellement conçu en 1823 comme drapeau de bataille pour les régiments du Wisconsin, il est modifié en 1981 par l'ajout de « Wisconsin » et de « 1848 » de manière à le distinguer des nombreux autres drapeaux bleus des États américains. 1848 est l'année où le Wisconsin est admis comme État au sein de l'Union.

## Galerie

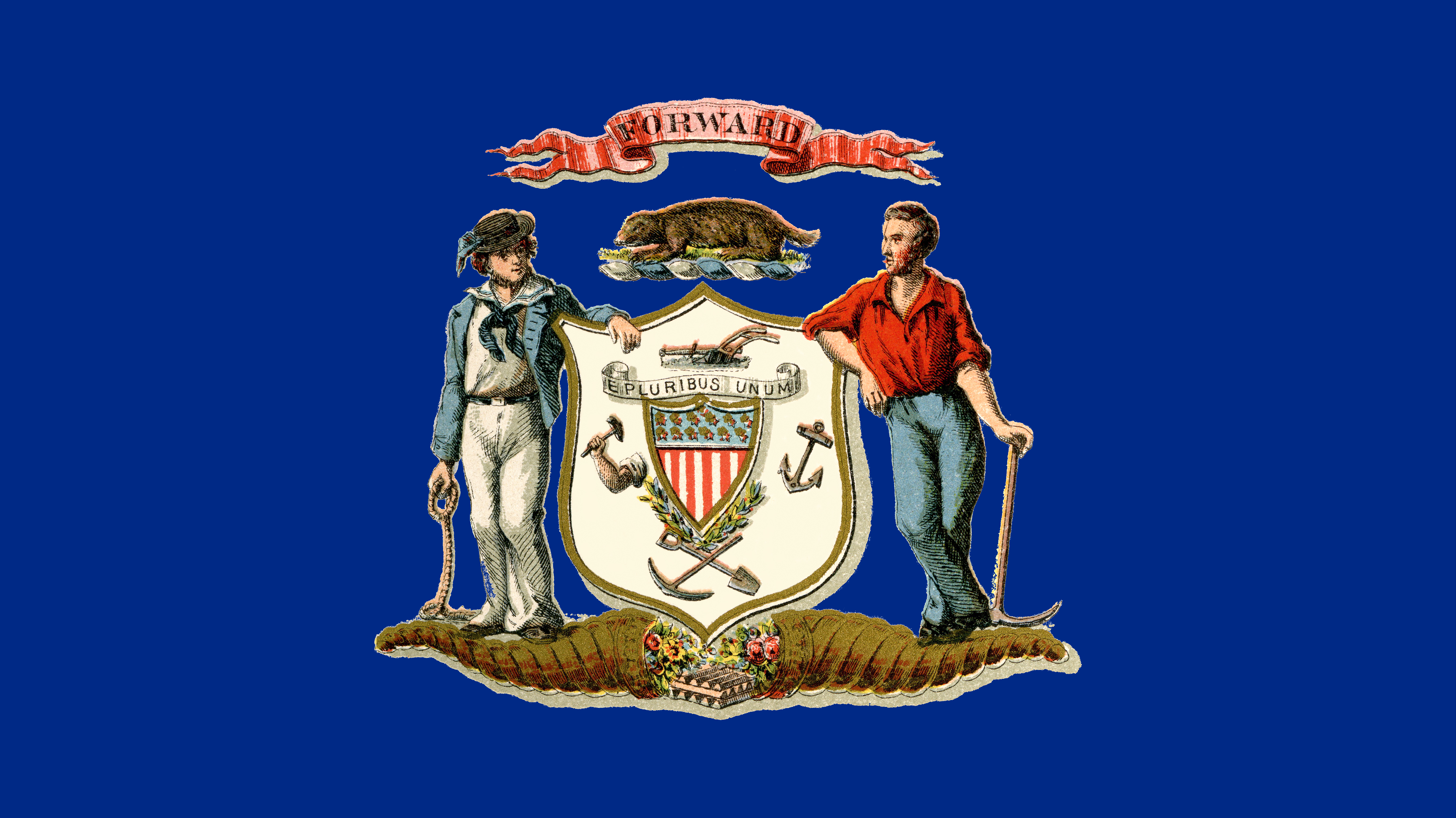
Drapeau du Wisconsin de 1866 à 1913.
Drapeau du Wisconsin de 1913 à 1981.
Variante officieuse du Wisconsin, en 1975.